# Нарин (Ирландия)
Нарин (англ. Narin; ирл. An Fhearthainn) — деревня в Ирландии, находится в графстве Донегол (провинция Ольстер).